# Shukri Ghanem

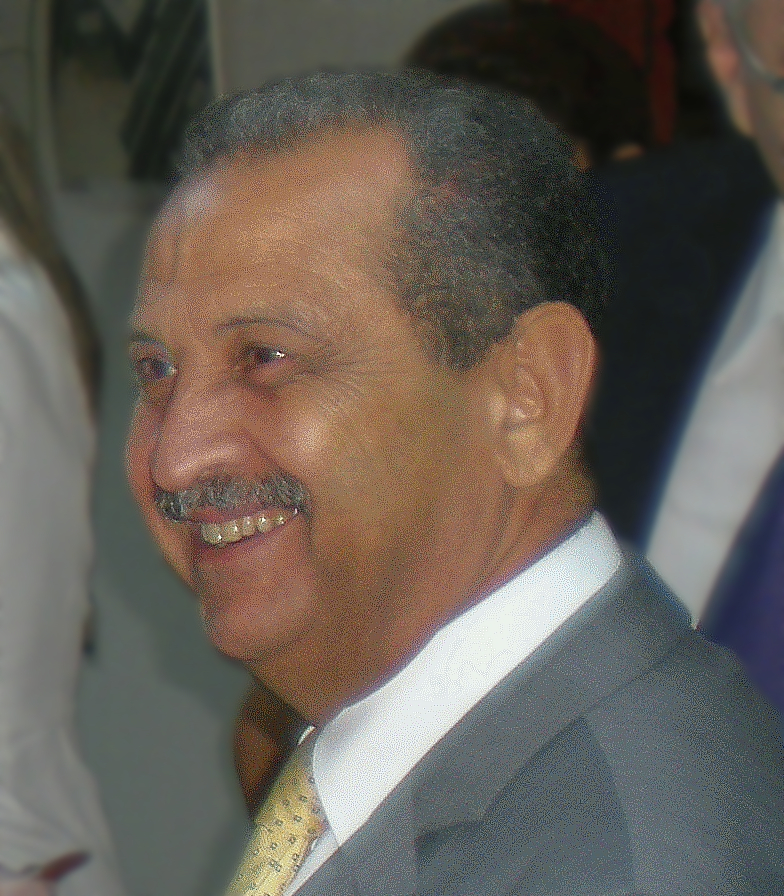

Shukri Mohammed Ghanem (9 de outubro de 1942 - 29 de abril de 2012) foi um político líbio que foi Secretário-Geral do Comitê Geral do Povo (primeiro-ministro) da Líbia de junho de 2003 a março de 2006, quando foi substituído por seu vice, Baghdadi Mahmudi. Ghanem posteriormente atuou como Ministro do Petróleo até 2011.
Durante a Guerra Civil Líbia de 2011, em 16 de maio, desertou para a Tunísia. Em 1 de junho de 2011, anuncia de Roma que deixou seu país para ficar do lado da rebelião. Posteriormente se instala na Europa e passa a residir entre Viena e Londres.
Em 29 de abril de 2012, seu corpo foi encontrado flutuando no Novo Danúbio, Viena.